# Jovan Rajić
Jovan Rajić, magyarosan Raics János (Karlóca, 1726. november 22. – Kabol, 1801. december 23.) görögkeleti szerb archimandrita.

## Élete
Szegény szülei Viddinből származtak Karlócára, akik fiukat nem segíthették; aki tehát a tanulási vágytól ösztönöztetve, gyalog tette meg az utat Komáromig, ahol 1744-től 1748-ig a jezsuita gimnáziumot látogatta. Innen Sopronba ment és ott 1749-től 1752-ig az ágostai evangélikus líceumban bevégezte a humaniorákat és bölcseleti tanulmányokat. Mindez idő alatt gyermekek tanításával tartotta fenn magát, sőt csekély összeget is gyűjtött, úgyhogy a teológiai tanulására ismét gyalog Kijevig megtette az utat és az ottani akadémián befejezte a három évi teológiát. 
Ezután Moszkvába ment, ahol még egy évet töltött, azután hazájába visszatért. Amikor észlelte, hogy hazájának népe a vallásban és erkölcsi műveltségben igen hátra maradt, ezek pallérozására szánta magát; azonban ezen törekvésében nagy nehézségekbe ütközött, mert szándékai kivitelében minden úton módon akadályozták. Elkeseredve ismét kivándorolt Kijevbe és onnan, mivel alkalmazást nem talált, keletre szándékozott menni, hogy a szláv népek történetéhez adatokat gyűjtsön. 
Konstantinápolyba utazott tehát; de innen a pestis dühöngvén, a kolostorokat szándékozott meglátogatni s az Athos-hegyi kolostorba utazott; de szándékában megakadályozták, mert bizalmatlanul, sőt gorombán fogadták és okleveleiket nem közölték vele; visszatért tehát hazájába és Belgrádon át 1758-ban Karlócára érkezett, ahol tanítói állással kínálták meg, amit elfogadott és az ifjúságot lelkesedéssel tanította. Amint újításaival lépett fel, ismét üldözni kezdték, úgy hogy élete is veszélyben forgott; ezért 1761-ben ismét elhagyta szülővárosát és Temesvárra ment, ahol Vidák Vince görögkeleti püspök szívesen fogadta és egyházmegyei papságának tanítását reá bízta. 1772-ben fáradozásainak jutalmául püspöke a kaboli görögkeleti kolostor archimandritájává tette; ahol irodalmi munkásságának élt. II. Lipót király kettős láncon függő arany kereszttel tisztelte meg, II. Katalin orosz cárnő pedig arany emlékérmet és száz aranyat küldött neki, ugyanennyit adott Novakovics Istvánnak, Rajić munkái bécsi kiadójának.

## Munkái
- Katikizis mali, 1774
- Boj zmaja i orlovi, Bécs, 1789 (Sárkány harcza a sasokkal. Költ.)
- Sobranije raznik nedjelnik poučenj, 1793 (Különféle vasárnapi oktatások)
- Brevis serborum, rascianorum Bosniae, Ramae regnorum historia. Juxta planum Guthrii et Gray et ex LV.. tomo historiae universalis excerpta et ex germanico in slavoniarum idioma translata, et brevibus notis explicata. Viennae, 1793
- Isoria raznych slavenskych narodov naipace Bolgar, Chorvator, i Serbov iz trny zabvenija izjataja ..., uo, 1794-95. Öt kötet. Szerző arczképével és rézmetszetekkel. (Ugyanez Budán, 1823, négy kötetben)
- Tragedia siveč pečadnaja pověsts. Buda, 1798 (Tragédia az utolsó szerb V. Uros haláláról. Írta J. J.)
- Mala srbska istorija, uo., 1802 (Kis szerb történelem)
- Cvětnik. Buda, 1802 (Virágoskert)
- Istorija katekizma. Pancsova

Arcképe rézmetszet, J. G. Mansfeldtől, Bécsben 1793-ban készült (az Isoria raznych slavenskych narodov naipace Bolgar, Chorvator, i Serbov iz trny zabvenija izjataja c. munkájában)
Kéziratait még Rajić életében Stratimirovics érsek vette meg 400 forint évi járadék mellett, a karlócai szerb nemzeti könyvtár számára.